# Велике яблуко

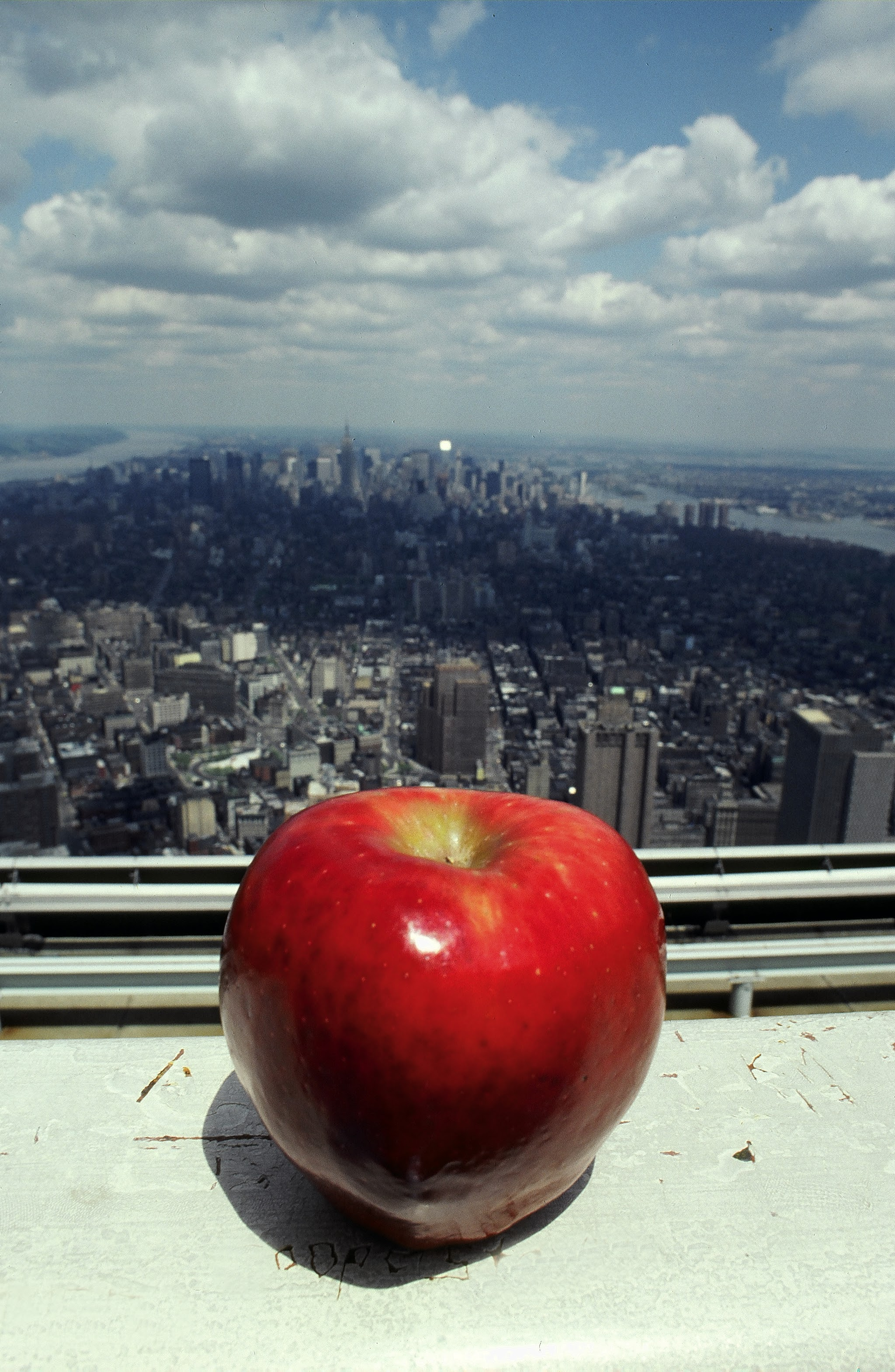

«Велике яблуко» (англ. «The Big Apple») — найвідоміше прізвисько Нью-Йорка. Виникло в 1920-х роках.

## Походження терміна
Існує кілька версій походження терміна.
- Згідно з дослідженнями, які провели любитель-етимолог Баррі Попік і професор Джеральд Коен з Міссурійського університету, термін виник в 1920-х роках. Його поширенню сприяв спортивний оглядач газети «New York Morning Telegraph» Джон Фіцджеральд, який вперше вжив його в номері від 3 травня 1921 року. 18 лютого 1924 року в колонці під назвою «Навколо Великого яблука» він пояснив, що почув цей вислів у Новому Орлеані. Коні люблять яблука, а перегони в Нью-Йорку, за словами жокеїв, — це «велике яблуко».

- За іншою версією, вираз виник у середовищі джазових музикантів, у яких було прислів'я: «На дереві успіху багато яблук, але якщо тобі вдалося завоювати Нью-Йорк, тобі дісталося велике яблуко».
  - У 1930-х роках існували пісня і танець під назвою «Велике яблуко».
  - У 1940—1950-х роках прізвисько використовував журналіст, радіоведучий Волтер Вінчелл.

- Нью-йоркські екскурсоводи з Брайтон-Біч кажуть, що зв'язок «яблука» з Нью-Йорком з'явився через те, що перше дерево, посаджене першими переселенцями, яке дало плоди, було яблунею. Тому яблуко стало символом Нью-Йорка.

## Цікаві факти
На початку 1970-х бюро Нью-Йорку з туризму організувало рекламну кампанію з популяризації терміна. Кампанія пройшла успішно.
У 1997 році ріг Західної 54-ї вулиці та Бродвею, де Джон Фіцджеральд жив в 1934—1963 роках, офіційним указом мера Рудольфа Джуліані був названий Рогом Великого яблука.

### Англійською мовою
- Giuliani creates Big Apple Corner from the February 1997 Archives of the Mayor's Press Office
- «Why Is New York City Called 'The Big Apple'?» [Архівовано 10 жовтня 1997 у Wayback Machine.] (англ.)
- The Big Apple [Архівовано 22 травня 2006 у Wayback Machine.] Detailed research findings on the term's history from amateur etymologist Barry Popik (англ.)
- Straight Dope article [Архівовано 5 вересня 2008 у Wayback Machine.] (англ.)
- Big Apple Blog (англ.)
- Big Apple Channel — A NYC TV network for the web [Архівовано 25 лютого 2019 у Wayback Machine.] (англ.)

| Прапор США | Це незавершена стаття про Сполучені Штати Америки. Ви можете допомогти проєкту, виправивши або дописавши її. |